# Acheo di Eretria
Acheo di Eretria (in greco antico: Ἀχαιός?, Achaiós; Eubea, 484 a.C. – ca. 405 a.C.) è stato un tragediografo greco antico contemporaneo di Sofocle ed Euripide.

## Biografia
Il lessico Suda, che ci fornisce anche il nome del padre (Pitodoro o Pitodoride), ne colloca la nascita al tempo della 74ª Olimpiade (484-481 a.C.), aggiungendo che era di poco più giovane di Sofocle; le sue opere furono messe in scena a partire dall'83ª Olimpiade (448-445 a.C.) e ottenne una vittoria in un agone olimpico.
La sua bravura come tragediografo gli valse l'inclusione nel Canone alessandrino in età ellenistica insieme ai tre tragici maggiori e a Ione di Chio.
Un suo concittadino, il filosofo Menedemo di Eretria, in una notizia riportata da Diogene Laerzio, afferma che per la sua celebrità come autore di drammi satireschi era al secondo posto dopo Eschilo, ma lo precedeva come tragediografo.
 Non essendo menzionato nelle Rane di Aristofane, si è supposto che Acheo morì intorno al 405 a.C.; tuttavia, la data non è certa.

## Drammi
Acheo fu autore di drammi satireschi e tragedie, conservati in un discreto numero di frammenti: tuttavia, per la produzione tragica, la Suda riporta le tre cifre, già allora incerte, di 44, 30 e 24 drammi.
L'attribuzione dei titoli tramandati all'uno o all'altro genere è, comunque, oggetto di controversia. Oggi, seguendo la ricostruzione dello studioso inglese Sutton, si tende a indicare come drammi satireschi Ἆθλα o Ἆθλοι (Athla o Athloi), Αἴθων (Aithon, su Erisittone), Ἀλκμέων (Alcmeone), Ἥφαιστος (Efesto), Ἶρις (Iris), Κύκνος (Kyknos), Λίνος (Lino), Μοῖραι (Moire), Μῶμος (Momo), Ὀμφάλη (Onfale).

Le restanti tragedie di cui abbiamo notizie e frammenti sono Ἄδραστος, Ἀζᾶνες, Ἀλφεσίβοια, Ἐργῖνος, Θησεύς, Οἰδίπους, Περίθοος, Φιλοκτήτης, Φρίξος.